# 诺沃塞利察 (科洛梅亚区)
48°22′40″N 25°15′58″E / 48.37778°N 25.26611°E
诺沃塞利察（烏克蘭語：Новоселиця），是烏克蘭的村落，位於該國西部伊萬諾-弗蘭科夫斯克州，由科洛梅亞區斯尼亞滕市鎮負責管轄，始建於1570年，面積1.17平方公里，2001年人口1,252，人口密度每平方公里1,071.9人。